# Парфиненко, Фёдор Петрович
Фёдор Петрович Парфиненко (1907—1995) — комбайнёр Кавалерской МТС Егорлыкского района Ростовской области. Герой Социалистического Труда.

## Биография
Федор Петрович Парфиненко родился 20 февраля 1907 года в станице Елизаветинской Кубанской области в бедной крестьянской семье. Уже в 10 лет ему пришлось зарабатывать на хлеб: пас скот, погонял лошадей во время обмолота урожая.
В 1921 году семья переехала в хутор Кавалерский ныне Егорлыкского района. В 1934 году Федор от Кавалерской МТС был направлен в село Средний Егорлык, где окончил курсы механизаторов, показав хорошие знания техники, самостоятельно освоил токарный станок.
В весенне-осенний период вместе с другими механизаторами работал в поле, а зимой занимался ремонтом техники.
Федор Петрович работал в Кавалерской МТС также машинистом молотильной установки, трактористом, комбайнером. Через его руки прошли все марки отечественных комбайнов завода «Ростсельмаш».
В 1949 году за добросовестный труд Федор Парфиненко был отмечен высокой правительственной наградой — орденом Трудового Красного Знамени. В следующий неблагоприятный по погодным условиям год он выдал из бункера комбайна 7000 центнеров зерна, за что был награжден медалью «За трудовое отличие».
В 1951 году за 25 рабочих дней Федор Петрович намолотил комбайном «Сталинец-1» 8414 центнеров зерновых культур.
За это достижение Указом Президиума Верховного Совета СССР от 27 июня 1952 года комбайнеру Кавалерской МТС Федору Петровичу Парфиненко было присвоено звание Героя Социалистического Труда с вручением ордена Ленина и золотой медали «Серп и молот».
Федор Петрович пять раз являлся участником ВДНХ, награжден золотой, серебряной и бронзовой медалями выставки.
В 1974 году он был премирован автомобилем «Москвич», а в 1977 году ударнику труда от коллектива завода «Ростсельмаш» вручили именной комбайн «СК-5 Нива».
Позже Федор Петрович трудился в колхозе имени «Кирова», где был награжден званием «Почетный колхозник колхоза имени Кирова». Был наставником ученической производственной бригады Кавалерской средней школы № 3. Свой богатый опыт щедро передавал молодому поколению.
Умер 14 января 1995 года.
Именем Федора Петровича Парфиненко был назван приз, который ежегодно вручался лучшему комбайнеру района.